# Список вулканов Норвегии
Список действующих и потухших вулканов Норвегии.
| Название             | Высота | Координаты               | Последнее извержение |
| -------------------- | ------ | ------------------------ | -------------------- |
| Улавтоппен           | 780 м  | 54°25′ ю. ш. 3°23′ в. д. | -                    |
| Вильгельм II (плато) | -      | -                        | -                    |
| Беренберг            | 2277 м | 71°05′ с. ш. 8°10′ з. д. | 1985                 |
| Сёр-Ян               | -      | -                        | -                    |